# Ulrika Eleonora Stalhammar
Ulrika Eleonora Stålhammar (Svenarum, 1683 – Björnskog, Hultsjö, 6 de febrero de 1733) fue una mujer sueca que, disfrazada de hombre, sirvió en la Gran Guerra del Norte. Es conocida por haber adoptado identidad masculina y haberse casado con una mujer. Ha sido el objeto de obras teatrales, literarias y exposiciones.

## Primeros años y juventud
Ulrika Eleonora Stålhammar nació del matrimonio del teniente coronel Johan Stålhammar (1653-1711) y Anna Brita Lood (fallecida en 1699). Su año exacto de nacimiento no está confirmado, pues los documentos de la iglesia faltan para los años 1680. El año 1683 es tradicionalmente dado porque su edad al momento de su muerte en 1733 se informa como en torno a cincuenta años. En cualquier caso, nació después de su hermana mayor Elisabet Catharina, quien nació en 1680, y antes de su hermana más joven, Brita Christina, quien nació en 1689, y 1683 o 1688 es a menudo dado como su año de nacimiento. Tuvo en total cinco hermanas: Elisabet Catharina (1680-1730), Brita Christina (1689-1749), Maria Sofía (1690-1766), Gustaviana Margareta (1691-?) y Anna Brita (1696-1756). Su padre, Johan Stålhammar, era veterano de guerra, pero casi se arruinó después de su jubilación en 1702.
Se crio en la mansión Stensjö. Ulrika más tarde declaró que siempre había disfrutado de las tareas normalmente destinadas a los hombres, y apenas había aprendido alguna de las tareas que habitualmente realizaban las mujeres. Dijo que las personas que la habían visto cazar le habían dicho que era una lástima que no fuera hombre, pues así sus talentos se habrían "utilizado mejor en el mundo". Después de la muerte de su padre fuertemente endeudado en 1711, ella y sus cinco hermanas quedaron sin dinero, y la propiedad familiar fue hipotecada. Confiaron en la caridad de parientes y arreglaron matrimonios con personas que consideraban por debajo de su rango para subsistir: cuatro años después de la muerte de su padre, todas sus hermanas estaban casadas. Ulrika, que había visto a sus hermanas entrar en matrimonios desagradables, no deseaba casarse, y en marzo de 1713, se vistió con ropa de su padre, robó un caballo del establo y se escapó de casa. Según se dice "huía de un matrimonio propuesto que era para ella desagradable".
Adoptó el falso nombre de Vilhelm Edstedt. Tenía el plan de alistarse en el ejército desde el principio, y "durante mucho tiempo buscó una oportunidad de hacerlo", trabajando hasta entonces como taffeltäckare (camarero) para el gobernador Mannerborg en Åbo, y como criado encargado de la guardia del teniente Casper Johan Berch.

## Matrimonio y carrera militar
Ulrika Eleonora Stålhammar finalmente se alistó en el ejército como artillero en Kalmar el 15 de octubre de 1715, bajo el nombre de Vilhelm Edstedt. No participó en la guerra activa, ya que fue enviada a la guarnición de Kalmar, la cual no entró en acción durante la Gran Guerra del Norte. Sin embargo, tuvo éxito en su conducta profesional y acabó promovida al rango de cabo. Según se informa, prefería alquilar una habitación más que dormir en el cuartel. Esto era permitido y aceptable, aunque un poco inusual entre los soldados comunes, quienes normalmente preferían no gastar su escaso salario en arreglos especiales para dormir.
En la víspera de año Nuevo de 1716, se comprometió con una joven sirvienta llamada Maria Lönnman, y se casaron el 15 abril de aquel año. Más tarde se informó que Löhnman creyó que Stålhammar era impotente, pero que estaba contenta de vivir sin sexo, porque anteriormente había sido víctima de una violación. Ulrika finalmente le reveló su sexo, y continuaron viviendo felices en lo que más tarde fue descrito como una unión de "amor espiritual".
En 1724, su hermana Elisabet Catharina se enteró de lo que había hecho. Sorprendida tanto por su vestuario como por su matrimonio homosexual, escribió a Ulrika diciéndole que había cometido un "pecado contra la voluntad de Dios".
Ulrika prometió a su hermana que dejaría el ejército, pero no lo hizo hasta el 25 de agosto de 1726. Escribió a su acaudalada tía política, viuda de su tío paterno, la terrateniente Sofía Drake, y le pidió protección para ella y Maria. Sofía Drake hizo que su hijo trajera a Ulrika Eleonora y Maria de Kalmar e hizo arreglos para que Stålhammar pudiera ser albergada con parientes en el campo en Värmland, de modo que gradualmente pudiera acostumbrarse a llevar otra vez prendas femeninas, mientras Maria quedaba refugiada en la mansión de Drake, Salshult, a las afueras de Vetlanda en Småtierra. En cierto momento, la pareja se las arregló para encontrarse en la propiedad del caballerizo real Silfversparre en Gullaskruv: no se menciona bajo qué circunstancias. Maria Lönman aparentemente causó buena impresión a Drake.

## Juicio y veredicto
Convivir con un miembro del mismo sexo era, bajo la ley de la época, un delito religioso grave que podía ser castigado con la muerte. Los rumores sobre Stålhammar se extendían. En el verano de 1728, aconsejada por su familia, Ulrika fue a Helsingör, en Dinamarca, y escribió una carta de confesión al gobierno sueco y pidió su perdón. Stålhammar le pedía perdón al rey debido a: "Mi género débil, que si sólo con la humildad más profunda, lealtad y firmeza durante diez años sirvió a la corona sueca". 
Regresó con Sofía Drake en Salshult, desde donde se informó a las autoridades en Jönköping.
El 10 de febrero de 1729, Ulrika Eleonora Stålhammar y Maria Lönman fueron llevadas a juicio en Kalmar. El tribunal de Kalmar no supo bajo qué cargo tendrían que ser juzgadas, y consultó al tribunal supremo 'Göta hovrätt' en Jönköping. Después de consultar la Biblia, Stålhammar fue acusada de haber "violado el orden de Dios" por vestir como hombre, y de "hacer una burla del matrimonio" por casarse con un miembro del mismo sexo.
Stålhammar admitió haberse casado con un miembro del mismo sexo, Maria Löhnman. Confesó que había sido tomada por "un gran amor" por Löhnman y había decidido "vivir y morir con ella". Reclamó haberse enamorado durante un sueño, y le propuso matrimonio. Después de algún tiempo de cortejo y correspondencia, Löhnman había aceptado su propuesta. Catorce días después de su boda, Stålhammar, "después de muchos suspiros y lágrimas", había confesado a Löhnman que quizás no era el "hombre correcto", y le reveló su secreto. Maria Löhnman se lo reprochó, pero prometió no descubrirla para no causarle daño a lo que ella le dijo: "Si es así, no llores. Gracias a Dios, eso nunca me ha preocupado".
Maria Löhnman atestiguó que ella inicialmente pensó que Stålhammar sería hermafrodita. Pero confesó que le había encantado aún más desde que descubrió su verdadero género, que nunca la podría traicionar pero en cambio rogaba a Dios porque el asunto nunca fuera revelado y que Stålhammar no fuera llamada a servir de modo que podrían estar juntas para siempre.
La pareja negó ante el tribunal que tuvieran cualquier contacto carnal entre ellas. Antes de que Stålhammar se revelara, Löhnman se había apoyado en su brazo, nada más. Stålhammar también reclamó que se había enamorado de Löhnman debido a su virtud, y varios testigos atestiguaron que la pareja era conocida por su virtud. Cuándo el tribunal preguntó a Stålhammar cómo podía haber vivido una vida matrimonial por diez años sin hombres, respondió que: "Como ella, gracias a Dios, nunca tuvo ningún pensamiento libertino y menos aún cualquier deseo natural, nunca hubo necesidad en ella para asociarse con cualquier persona masculina". El tribunal preguntó a Löhnman si ella y Stålhammar nunca "tuvieron algún tipo de ejercicio del amor como los que las parejas casadas tienen", a lo que contestó: "No, nunca lo hizo ni lo invitó".
El tribunal tenía curiosidad por saber cómo Stålhammar había conseguido hacerse pasar por hombre, y ordenó a una comadrona que la examinara físicamente. La matrona informó que estaba completa y normalmente desarrollada, excepto por un pecho inusualmente plano para una mujer. Aun así, los jueces continuaban impresionados e intrigados. Como era de Småtierra, a la gente le recordó a la legendaria guerrera Blenda, que era también de Småtierra.
Su tía, Sofía Drake, también hizo una "intervención potente" a su favor.
El tribunal 'Göta hovrätt' aprobó la sentencia de que el matrimonio había roto la ley de Dios y la naturaleza, pero las absolvieron del cargo de homosexualidad, cuando aceptaron los testimonios de que la pareja había vivido en un matrimonio sin consumar. Esto causó que los jueces vieran la unión más favorablemente, ya que era "del tipo más puro, más espiritual, una unión de virtud".
El 18 de diciembre de 1729, Ulrika Eleonora Stålhammar fue juzgada culpable de haberse hecho pasar por hombre y casarse con una mujer. Estos eran delitos que formalmente significaban una sentencia de muerte, pero la de Stålhammar se limitó a un encarcelamiento de un mes a pan y agua, seguido de extorsión y exilio de Kalmar. Maria Lönman fue sentenciada a catorce días de encarcelamiento por no haber revelado la verdad.
El 30 de enero de 1730, el rey Federico I de Suecia redujo la sentencia de Stålhammar retirando la especificación de "a pan y agua", mientras la condena de Maria Lönman fue reducida a ocho días.
Después de haber cumplido sus condenas, vivieron una vida tranquila en las propiedades de los parientes de Ulrika. Ulrika Eleonora Stålhammar vivió en la mansión Hultsjöa a las afueras de Sävsjö, con Elisabet Ramsvärd, viuda del teniente coronel Erik Silfversparre; su hija Margareta Elisabet se casó con el primo de Ulrika, Otto Fredrik Stålhammar, el hijo de Sofía Drake. Maria Löhnman fue empleada como ama de llaves por la tía de Stålhammar, Sofía Drake, en la mansión Salshult a las afueras de Vetlanda. Las cartas de Ulrika Stålhammar y Maria Löhnman muestran el amor de cada una por la otra. Ulrika murió en 1733, y Maria continuó como ama de llaves de la tía de Ulrika y más tarde de su primo hasta su muerte el 16 de mayo de 1761.

## Contexto
Durante la Edad Moderna temprana, hubo varios casos de mujeres que sirvieron en el ejército sueco haciéndose pasar por hombres. Anteriormente, había habido el caso de Brita Olofsdotter, quien sirvió en la caballería sueca en la guerra de Livonia en 1569, y el caso de Lisbetha Olsdotter, que fue condenada y ejecutada por servir como soldado bajo el nombre de Mats Ersson. Estos casos de hecho alcanzaron un máximo durante el inicio del siglo XVIII. Contemporáneas de Ulrika Eleonora Stålhammar, Anna Jöransdotter y Margareta Elisabeth Roos también sirvieron en el ejército de Carlos XII de Suecia durante la Gran Guerra del Norte: en el caso de Roos nunca fue confirmado, pues nunca fue llevada ante un tribunal, pero Anna Jöransdotter sirvió bajo el nombre Johan Haritu hasta que fue descubierta en 1714, y una tercera mujer fue azotada por su servicio como soldado durante la campaña en Noruega, pero continuó siendo vista vestida de hombre en las calles de Estocolmo hasta la década de 1740, donde era conocida como "El Jinete".
Había un cierto conocimiento público del fenómeno: en 1715, durante un juicio por sodomía entre militares varones, el soldado Jürgen Wiess se defendió reclamando que la única razón por la que había reaccionado de buen grado a los avances de otro soldado fue porque creía que era una mujer disfrazada, pues era sabido que había varias mujeres disfrazadas entre los soldados.